# Artur Detko
Artur Detko, né le 18 février 1983 à Radomsko, est un coureur cycliste polonais.

## Palmarès et résultats

### Palmarès par année
- 2008
  - 5e étape du Dookoła Mazowsza (contre-la-montre par équipes)
  - 2e du Mémorial Andrzeja Trochanowskiego
  - 3e du Grand Prix Kooperativa
  - 3e du Dookoła Mazowsza
- 2009
  - Tour of Malopolska :
    - Classement général
    - 1re étape

  - Pomerania Tour :
    - Classement général
    - 1re et 2e étapes
- 2010
  - 1re étape du Bałtyk-Karkonosze Tour
- 2011
  - 6e étape du Bałtyk-Karkonosze Tour
- 2014
  - 1re étape du Bałtyk-Karkonosze Tour
  - 2e de la Korona Kocich Gór
  - 3e de la Visegrad 4 Bicycle Race - GP Polski Via Odra
- 2015
  - 3e du Memorial im. J. Grundmanna J. Wizowskiego
- 2016
  - 3e du Mémorial Henryk Łasak
- 2017
  - 3e du Mémorial Henryk Łasak
- 2019
  - 2e du Mémorial Henryk Łasak

### Classements mondiaux
| Année           | 2007 | 2008 | 2009 | 2010 | 2011  | 2012 | 2013 | 2014 | 2015 |
| --------------- | ---- | ---- | ---- | ---- | ----- | ---- | ---- | ---- | ---- |
| UCI Europe Tour | 567e | 186e | 222e |      | 1222e | 573e | 648e | 481e | 626e |